# Mickey Bey
Mickey Bey junior (* 27. Juni 1983 in Cleveland, Ohio) ist ein US-amerikanischer Profiboxer und ehemaliger Weltmeister des IBF-Verbandes im Leichtgewicht.
Als Amateur gewann er unter anderem 2001 die US-amerikanischen Juniorenmeisterschaften in Fort Worth und 2002 die National Golden Gloves in Denver. 2004 nahm er an der US-amerikanischen Olympiaqualifikation in Cleveland teil und gewann dabei die Goldmedaille mit Finalsieg gegen Brandon Ríos. Aufgrund einer Lungenentzündung konnte er jedoch nicht an den Olympischen Spielen dieses Jahres in Athen teilnehmen.
Seit 2005 boxt er als Profi und bestritt bis 2013 eine Reihe von Aufbaukämpfen in verschiedenen US-Bundesstaaten, wobei ihm auch ein Punktesieg gegen den zweifachen WM-Herausforderer Hector Velázquez gelang. Im Mai 2014 besiegte er den Mexikaner Alan Herrera und boxte anschließend im September 2014 gegen Miguel Vázquez um die IBF-Weltmeisterschaft im Leichtgewicht und gewann dabei nach Punkten.
Den Titel verlor er im Juni 2016 knapp nach Punkten an Rances Barthelemy. Im Dezember 2019 verlor er zudem nach Punkten gegen George Kambosos.